# Gratwickia
Gratwickia es un género monotípico de plantas con flores perteneciente a la familia de las asteráceas. Su única especie: Gratwickia monochaeta, es originaria de Australia.

## Taxonomía
Gratwickia monochaeta fue descrita por  Ferdinand von Mueller   y publicado en Proc. Roy. Soc. Victoria n.s., xxii. 14 (1909).
Sinonimia
- Helichrysum mellorianum J.M.Black
- Helichrysum monochaetum (F.Muell.) H.Eichler (basónimo)[3]